# Majholmen (vid Kejvsalö, Lovisa)
Majholmen är en ö i Finland. Den ligger i Finska viken och i kommunen Lovisa i landskapet Nyland, i den södra delen av landet. Ön ligger omkring 74 kilometer öster om Helsingfors.
Öns area är 3,3 hektar och dess största längd är 260 meter i nord-sydlig riktning.